# Stanisław Sporny
Stanisław Sporny (ur. 10 kwietnia 1954 w Łodzi, zm. 5 maja 2020) – polski patomorfolog, prof. dr. hab. med.

## Życiorys
2 kwietnia 1985 obronił pracę doktorską Wpływ cyklofosfamidu racemicznego, jego L-stereoizomeru i diazepamu na chłoniaka NK i białaczkę L1210 przeszczepione do jamy otrzewnowej i gałki ocznej, 15 grudnia 1998 habilitował się na podstawie pracy zatytułowanej Cytodiagnostyka chorób tarczycy. 30 grudnia 2009 nadano mu tytuł profesora w zakresie nauk medycznych. Został zatrudniony na stanowisku profesora nadzwyczajnego w Katedrze Patomorfologii na Uniwersytecie Medycznym w Łodzi.
Był profesorem Instytutu Położnictwa i Pielęgniarstwa Państwowej Wyższej Szkole Zawodowej im. Prezydenta Stanisława Wojciechowskiego w Kaliszu oraz piastował funkcję profesora zwyczajnego i dziekana na Wydziale Medycznym tej uczelni.
Zredagował ponad 240 prac naukowych głównie z zakresu patologii gruczołu tarczowego, wydrukowanych w kraju i za granicą. W 1999 wydał książkę pt. "Cytodiagnostyka chorób tarczycy”. Od 1 września 2012 pełnił obowiązki Konsultanta wojewódzkiego ds. patomorfologii na terenie województwa łódzkiego. Od 2017 pracował w Krakowskiej Akademii im Andrzeja Frycza Modrzewskiego, gdzie pełnił funkcję kierownika Zakładu Patomorfologii.
W prywatnym życiu pasjonat wędkarstwa, miłośnik muzyki poważnej.
Zmarł 5 maja 2020.